# ليون غارفيلد
ليون غارفيلد (بالإنجليزية: Leon Garfield)‏‏ (14 يوليو 1921 في برايتون - 2 يونيو 1996 في لندن) كاتب، وروائي، وكاتب للأطفال من المملكة المتحدة.

## الجوائز
- Guardian Children's Fiction Prize [الإنجليزية]‏
- Carnegie Medal for Writing [الإنجليزية]‏
- جائزة فينكس [الإنجليزية]‏
- جائزة جرانجر الفضية  [لغات أخرى]‏
- زميل في الجمعية الملكية للأدب

## روابط خارجية
- ليون غارفيلد على موقع IMDb (الإنجليزية)
- ليون غارفيلد على موقع الموسوعة البريطانية (الإنجليزية)
- ليون غارفيلد على موقع ديسكوغز (الإنجليزية)
- ليون غارفيلد على موقع قاعدة بيانات الفيلم (الإنجليزية)